# 广州白云站 (地铁)
广州白云站地铁站是广州地铁12号线的一个车站，位于中国广东省广州市白云区，为国铁广州白云站的配套接驳车站。车站于2025年6月29日随12号线西段通车而启用。

## 车站结构
广州白云站地铁站总建筑面积约18万平方米，可分为三个部分：位于东广场下方的南北向12/24号线车站，位于西广场下方的南北向22号线车站，及位于国铁站房下方的东西向佛山6号线和预留新线车站，整体大致呈“H”型布置。地铁站随12号线西段通车启用时，将开放车站近一半的部分。
本站是12號線工程其中一个文化主题站，整体设计融入白云山地质层理、珠江水文脉络与枢纽交通流线三重主题。
此外，本站的卫生间及母婴室分别设于站厅非付费区靠近A出入口旁，以及12号线站台往广州体育馆方向的一端。

### 车站楼层
目前，广州白云站地铁站共开放三层，其中地下二层为地铁站厅，地下三层为设备层，地下四层为站台层。车站上方为广州白云站东广场及铁路站出站大厅。
| 地面     |                            | 广州白云站东广场                                         |  |  |
| 地下一层 |                            | 广州白云站出站大厅                                       |  |  |
| 地下二层 | 站厅                       | 售票機、客服中心、商店、卫生间、母婴室、警务室、安检设施 |  |  |
| 地下三层 | 转换层                     | 连接站厅及月台 车站设备                                  |  |  |
| 夹层     |                            | 预留换乘平台                                             |  |  |
| 地下四层 |                            | 在建 █24号线                                             |  |  |
|          | 预留岛式站台               |                                                          |  |  |
|          | 2 站台                     | █12号线 潯峰崗方向（下站：聚龙）                         |  |  |
|          | 岛式站台（卫生间、母婴室） |                                                          |  |  |
|          | 1 站台                     | █12号线 广州体育馆方向（下站：棠涌）                     |  |  |
|          | 预留岛式站台               |                                                          |  |  |
|          |                            | 在建 █24号线                                             |  |  |

### 站厅

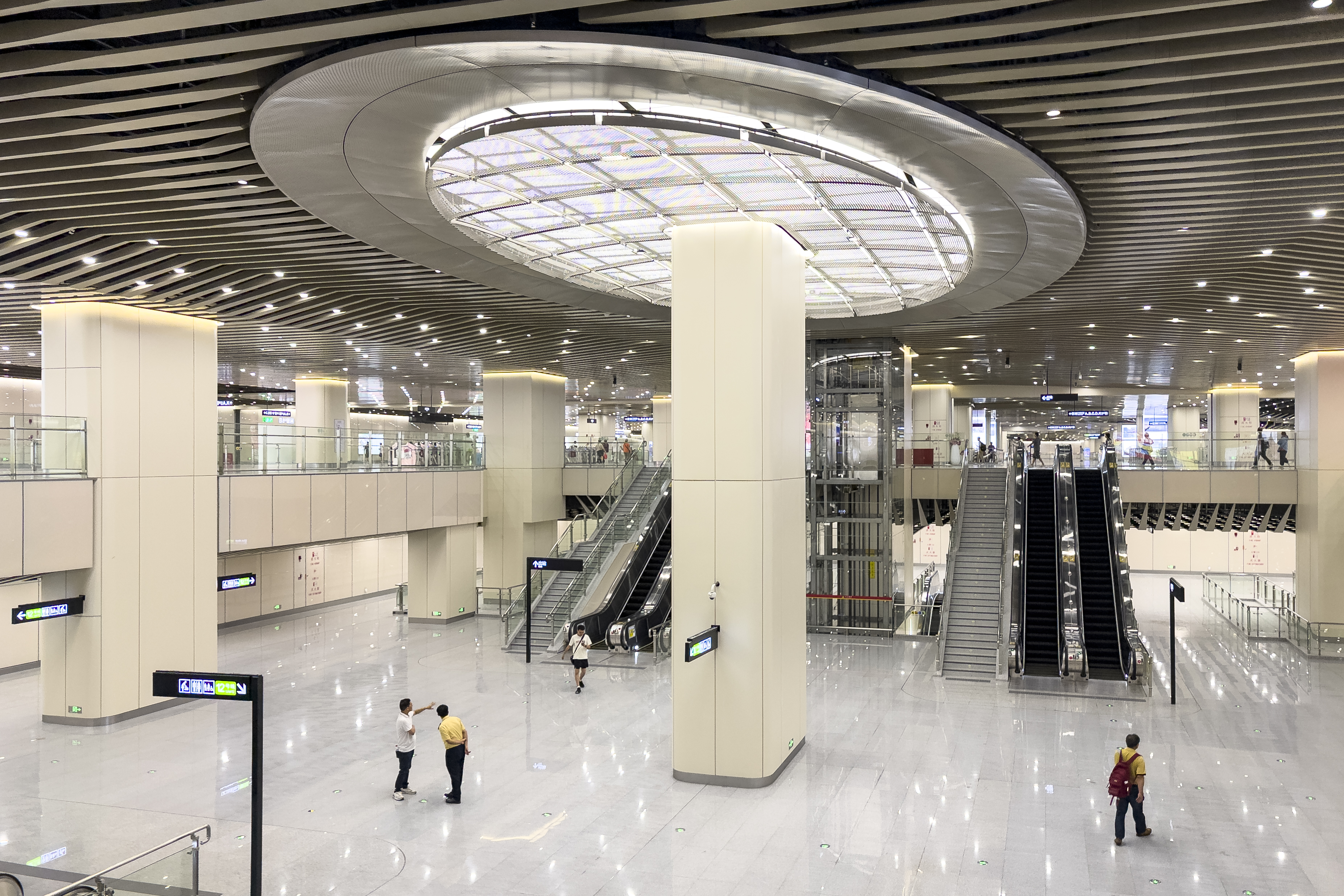
东侧设备层中庭

地铁广州白云站站厅位于地下二层，設有自动售票機及智能客務中心。站厅内亦设有糖果小吃店及各类自助设施。自動體外去顫器则设于车站控制中心旁。
为方便行人进出，地铁站地下二层站厅西侧大部分区域被划为收费区，收费区内设有多条扶手电梯连接三个月台，南端及其下层中空部分则设有多条扶梯、楼梯连接三个月台，另设有一台直连三层的专用电梯。
另外，地下二层12号线和新线站体之间的铁路站东广场采用下沉式露天设计，为广州地铁首个把自然光和园林景观带入到地下地铁空间的站点。

### 站台
目前开放的12/24号线部分设有三个并排的岛式站台，为24号线外包12号线。中间的岛式站台率先开放，两边的岛式站台则留待24号线通车时才会启用。
本站12号线站台南端设有一组双存车线，另在上下行线附近设有联络路轨通往24号线。

### 出入口
广州白云站地铁站启用时开放9个出入口。其中位于国铁站地下一层出站大厅的F、G、H口只进不出并实行单向免安检措施，乘客从国铁站出站后无需再次安检即可乘坐地铁。
|                                   |                                      |      |            |                                                               |
| 编号                              | 设施                                 | 照片 | 出口指示   | 建议前往的目的地                                              |
| A                                 | 扶手电梯标志                         |      | 棠新路     | 潭溪路、棠棠路 公交：广州白云站东广场总站                     |
| B1                                | 扶手电梯标志                         |      | 广州白云站 | 广州白云站东广场                                              |
| B2                                | 扶手电梯标志                         |      | 广州白云站 | 广州白云站东广场                                              |
| C                                 | 扶手电梯标志                         |      | 棠新路     | 棠棠路、棠乐路                                                |
| D                                 | 盲道标志 · 升降机标志                |      | 广州白云站 | 广州白云站东广场、广州白云站出租车场 公交：广州白云站公交总站 |
| F                                 | 扶手电梯标志                         |      | 不適用     | （由國鐵广州白云站免安检进站）                                |
| G                                 | 盲道标志 · 升降机标志 · 扶手电梯标志 |      | 不適用     | （由國鐵广州白云站免安检进站）                                |
| H                                 | 扶手电梯标志                         |      | 不適用     | （由國鐵广州白云站免安检进站）                                |
| K                                 | 盲道标志 · 升降机标志                |      | 广州白云站 | 白云客运站、广州白云站东广场                                  |
| 註： 設有 \| 設有 \| 設有扶手電梯 |                                      |      |            |                                                               |

## 接驳交通
车站附近设有广州白云站公交总站及广州白云站东广场总站，内有多条公交线路往返广州市区、花都区等地。东广场亦设有白云客运站，内有多条往返广东省内及广西壮族自治区的客运班车。
| 编号 | 编号 | 线路                       | 线路 | 线路                             | 收费 | 备注                      |
| ---- | ---- | -------------------------- | ---- | -------------------------------- | ---- | ------------------------- |
|      | 421  | 广州白云站公交总站         | ↻    | 云城中二路（地铁白云文化广场站） | 2元  |                           |
|      | 510  | 广州白云站公交总站         | ⇆    | 和瑞路                           | 3元  |                           |
|      | 523  | 广州白云站公交总站         | ⇆    | 江高（广技师白云校区）           | 2元  |                           |
|      | 527  | 广州白云站                 | ⇆    | 石溪                             | 2元  |                           |
|      | 662  | 地鐵飛翔公園站             | ⇆    | 广州白云站公交总站               | 2元  |                           |
|      | 807A | 广州火车站（草暖公园）     | ⇆    | 广州白云站公交总站               | 2元  | 20–30分/班                |
|      | 839  | 广州白云站                 | ⇆    | 芳和花园                         | 2元  |                           |
|      | 840  | 广州白云站公交总站         | ⇆    | 人和鹤龙七路                     | 3元  |                           |
|      | 925  | 广州白云站公交总站         | ↻    | 广州白云站公交总站               | 2元  |                           |
|      | 夜22 | 江南大道南（地铁江泰路站） | ⇆    | 广州白云站公交总站               | 4元  | 244路附属线路；20–30分/班 |
|      | 夜75 | 广州白云站公交总站         | ↻    | 地鐵飛翔公園站                   | 3元  | 980路附属线路             |
|      | 夜77 | 广州白云站公交总站         | ⇆    | 广州火车东站                     | 3元  | 810路附属线路 20–30分/班  |
|      | 夜94 | 广州白云站公交总站         | ⇆    | 人和鹤龙七路                     | 4元  | 840路附属线路 20–30分/班  |

| 编号 | 编号 | 线路             | 线路 | 线路                 | 收费  | 备注 |
| ---- | ---- | ---------------- | ---- | -------------------- | ----- | ---- |
|      | 705  | 广州白云站东广场 | ⇆    | 广州北站（秀全大道） | 3–4元 |      |

## 历史
现时设有白云站的各线中，最早规划的12号线起初并不途经本站。此后棠溪站改造为广州白云站的规划落实，惟8号线石潭站距离该站过远，加上线路已开工无法更改站位，故安排12号线更改走线增设棠溪站，以满足接驳铁路车站的需求；22号线北延段及由8号线北延段拆解形成的24号线亦相应设置棠溪（白云）站和白云站。与此同时，服务佛山南海北部的佛山地铁8号线规划时获安排延长至广州并设有本站，不过广州段线路在佛山更新线网规划后划归佛山地铁6号线。当局此外还规划了一条东西向线路，定位为连接花都与白云、填补八号线西侧的轨道交通空白，该线虽未被纳入广州地铁线网规划中，但当局规划白云站交通配套时，亦决定为该线作出预留。2025年，本站跟随国铁车站使用廣州白雲站的名称。
2018年12月28日，本站以“广州白云（棠溪）站综合交通枢纽一体化建设工程”的地铁预留工程名义先行建设。佛山6号线、预留新线部分率先于2021年6月19日封顶，整座车站于2022年11月17日全面封顶。
连接石潭站的换乘通道则于2020年8月开始建设，2023年12月初完成“三权”移交，同月26日随广州白云站开通而启用。
2025年4月30日，12/24号线车站部分完成“三权”移交。6月29日，该部分车站启用。
2025年7月起，本站视白云站旅客到达情况，每日提前10-15分钟开站。

## 未来发展
在建的22号线北延段（芳白城际）、24号线和规划中的佛山6号线、未来新线亦会在广州白云站设站。
除了24号线与12号线共用站台外，22号线、佛山6号线及未来新线将各自设有一个岛式站台。值得一提的是，佛山6号线和预留新线原设计在东侧，为并排的双岛四线布局，但为减少站厅东侧付费区拥堵，同时改善22号线的换乘服务水平，新线站台被调整至西侧，使得该两线的岛式站台为错开式布置。
换乘方面，12号线和24号线车站采用顺向跨月台转车站设计，部分方向的乘客可直接前往对面站台换乘。12/24号线车站与佛山6号线车站为“L”型节点换乘，22号线车站与预留新线车站为“T”型节点换乘，上述线路间可直接通过夹层的换乘平台来往站台实现换乘。其他换乘情况则需绕经站厅。

### 未来车站结构
12、24号线（全面启用时）
| 地面     |               | 广州白云站东广场                         |          |          |
| 地下一层 |               | 广州白云站出站大厅                       |          |          |
| 地下二层 | 站厅          | 售票機、客服中心、商店、警务室、安检设施 |          |          |
| 地下三层 | 设备层        | 车站设备                                 |          |          |
| 夹层     | 换乘平台      | 连接 █佛山6号线 站台                     |          |          |
| 地下四层 |               | █24号线 纪念堂方向（下站：棠景）         |          |          |
|          | 7 站台 4 站台 | 岛式站台                                 | 岛式站台 | 岛式站台 |
|          |               | █12号线 潯峰崗方向（下站：聚龙）         |          |          |
|          | 2 站台 1 站台 | 岛式站台                                 | 岛式站台 | 岛式站台 |
|          |               | █12号线 大学城南方向（下站：棠涌）       |          |          |
|          | 3 站台 8 站台 | 岛式站台                                 | 岛式站台 | 岛式站台 |
|          |               | █24号线 广州北站方向（下站：黄石）       |          |          |

22号线
| 地面     |          | 广州白云站西广场                         |  |  |
| 地下一层 | 预留层   | 预留未来商业开发                         |  |  |
|          | 换乘通道 | 连接 █8号线 石潭站                       |  |  |
| 地下二层 | 站厅     | 售票機、客服中心、商店、警务室、安检设施 |  |  |
| 地下三层 | 设备层   | 车站设备                                 |  |  |
| 夹层     | 换乘平台 | 连接预留新线站台                         |  |  |
| 地下四层 | 6 站台   | █22号线 番禺广场方向（下站：广州火车站） |  |  |
|          | 岛式站台 |                                          |  |  |
|          | 5 站台   | █22号线 机场北方向（下站：夏茅）         |  |  |

佛山6号线、未来新线
| 地面     |                    | 广州白云站站厅                           |  |  |
| 地下一层 |                    | 广州白云站出站大厅                       |  |  |
| 地下二层 | 站厅               | 售票機、客服中心、商店、警务室、安检设施 |  |  |
| 地下三层 |                    | 预留未来新线                             |  |  |
|          | 预留岛式站台结构   |                                          |  |  |
|          |                    | 预留未来新线                             |  |  |
|          |                    | 预留 █佛山6号线                          |  |  |
|          | 预留岛式站台结构   |                                          |  |  |
|          |                    | 预留 █佛山6号线                          |  |  |
| 夹层     | 换乘平台 未来新线  | 连接 █22号线 站台                        |  |  |
|          | 换乘平台 佛山6号线 | 连接 █12号线 █24号线 站台                |  |  |